# 아이 원트 유 (2012년 영화)
아이 원트 유(Tengo ganas de ti)는 스페인에서 제작된 페르난도 곤잘레즈 몰리나 감독의 2012년 드라마, 멜로/로맨스 영화이다. 마리오 카사스 등이 주연으로 출연하였다.

## 출연

### 주연
- 마리오 카사스
- 마리아 발베르드
- 클라라 라고

### 조연
- 알바로 세르반테스
- 디에고 마틴